# Hillary Scott
Hillary Scott (Naperville, Illinois; 3 de febrero de 1983), nombre artístico de Amanda Marie Elizabeth Wibben, es una actriz pornográfica estadounidense.
Comenzó su carrera en la industria del cine para adultos en 2004, tras dejar su puesto de trabajo como oficinista en un banco de Chicago. Desde entonces ha ganado en varias ocasiones los premios AVN y XRCO, los más importantes de la industria pornográfica, entre los que se incluyen los premios a la Mejor Actriz y a la Actriz del Año, ambos en 2007. Scott ha aparecido en más de 800 películas para adultos.
Entre sus papeles más importantes destaca el de Britney Rears, serie de películas en la que entró a partir de la tercera entrega. En 2007, Scott firmó uno de los contratos más importantes del mundo del entretenimiento para adultos con SexZ Pictures, a razón de un millón de dólares por cada uno de los cuatro años que firmó con la productora.

## Biografía
Hillary Scott nació en Naperville, Illinois, pero creció y se crio en Chicago, Illinois, donde vivió toda su vida hasta que se mudó a Los Ángeles, California, para ser actriz porno. Comenzó a sentir curiosidad por la pornografía a los 11 años, cuando sus padres le pusieron una televisión en su habitación desde la que podía ver películas softcore por las noches. Scott afirma que en sus años de instituto mantuvo una relación sentimental con su mejor amiga de clase. Además, perdió la virginidad a los 16 años y poco después comenzó a salir con una chica que fue su "novia durante la mayoría del instituto". Tras terminar el instituto, comenzó a salir con un chico del que se enamoró y con el que se casó, pero se divorciaron a los seis meses. "Tenía 19 años, nos mudamos para vivir juntos y cuatro meses después nos casamos. Fue ridículo. Duró alrededor de un año".
Trabajó en un banco durante dos años y medio tras graduarse del instituto, pero terminó odiando su trabajo, especialmente porque le resultaba muy aburrido y porque tenía que tener una imagen "seria" y eliminar todos sus pírsines. Scott asegura que no encajaba bien en el trabajo porque "los bancos en los que trabajaba eran muy conservadores. Estaba en Chicago, con las típicas personas de medio oeste. Ya sabes, faldas hasta las rodillas". Durante esa etapa, a Scott le presentaron a una persona que trabajaba en el negocio del entretenimiento para adultos en Los Ángeles y éste le dio a Scott el número de uno de los agentes. Scott recuerda que "se llamaba Skooby, de Fresh Talent Management, y sigue siendo mi agente hoy en día. Estuvimos hablando por teléfono mientras yo seguía en Chicago y me hablaba sobre el negocio allí, de cuánto dinero podía ganar y cómo me podría ayudar a comenzar. Todo sonó muy bien, así que la semana siguiente dejé el trabajo y el alquiler del piso". En 2006, Hillary dijo que había eliminado todos sus pírsines excepto los de las orejas. En una entrevista en 2005 admitió que tiene un trastorno de ansiedad social.

## Carrera profesional
Hillary recibió la visita de un amigo a Chicago que le ofreció hacerse unas fotos desnudas para enviarlas a una agencia. Sin embargo, Hillary recuerda que, pese a que el trabajo en el banco no era el "adecuado" para ella, la idea de introducirse en el mundo de la pornografía no terminaba de convencerla: "En primer lugar no estaba segura de que eso fuera para mí ni del precio que estaba dispuesta a pagar por ello. No tenía ni idea de cómo funcionaba el negocio. Pero todo eso sonaba bien y sabía que podría trabajar en revistas".

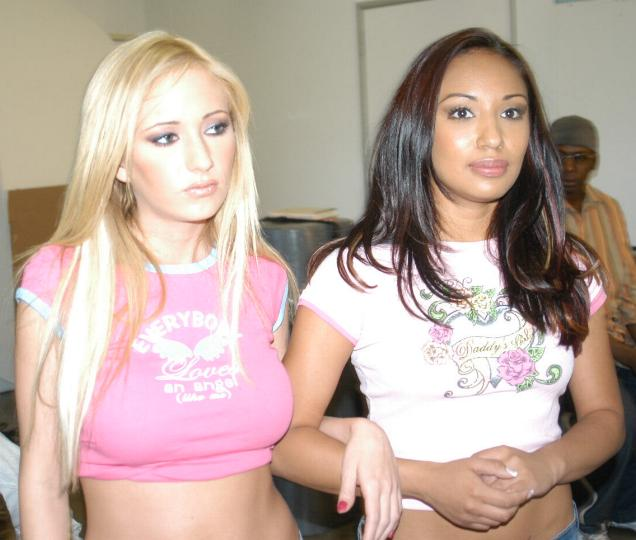
Scott junto a Jasmine Byrne durante un rodaje.

Hillary viajó a Los Ángeles a finales de agosto de 2004 para intentar orientar su profesión a la industria del cine para adultos. La primera escena de la joven fue en el filme Double Play #2, para Digital Sin, en la que su pareja fue Mark Ashley. Hillary se mudó a California definitivamente en noviembre de 2004.

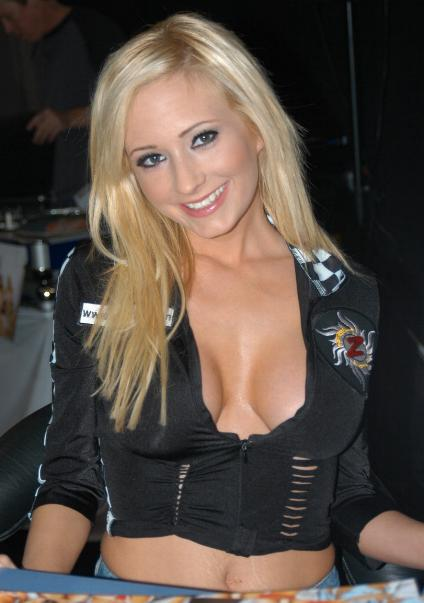
Hillary Scott en el Adult Entertainment Expo 2007.

Después de actuar en numerosas películas gonzo, Hillary protagonizó su primera película porno de gran presupuesto junto a Penny Flame en Darkside, de 2005. En los premios AVN de 2006, Hillary Scott logró dos estatuas a la "Mejor Escena de Sexo Oral" y "Mejor Escena de Sexo en Grupo" por su papel en la mencionada Darkside. También fue galardonada en los premios XRCO con los premios a la "Mejor Debutante" y el "Orgasmo Oral", el 20 de abril de 2006. En sus películas habitualmente realiza escenas de sexo anal y doble penetración (al igual que muchas actrices conocidas), destacándose sus escenas de sexo interracial, las cuales realiza muy a menudo.
Scott, en ocasiones, utiliza lenguajes altamente obscenos en sus escenas, lo que le valió un premio de la Academia pornográfica. Precisamente, Scott aseguró en una entrevista no sentir especial atracción por estos premios, ya que "honestamente, hago porno por dos razones. Una, porque soy adicta al sexo, y la otra porque me pagan. Si alguien quiere darme un premio por tener sexo se lo agradezco, pero no es mi objetivo. ¿Cómo puedes tomarte en serio un premio por la Mejor escena de sexo anal o la Escena de sexo más escandalosa? Me hace gracia. Creo que está bien y AVN es realmente importante en la industria pero no pienso: 'espero ganar un premio cuando hago una escena'.
Siempre practica el sexo en sus películas sin preservativo, ya sea con chicos o chicas y prefiere realizar escenas interraciales (al igual que las actrices Aaralyn Barra, Silvia Saint o Monica Sweetheart, entre otras), en las cuales realiza dobles penetraciones, habiendo rodado muchas de estas escenas con los actores Lexington Steele o Mr Marcus, afirmando trabajar con estos actores.

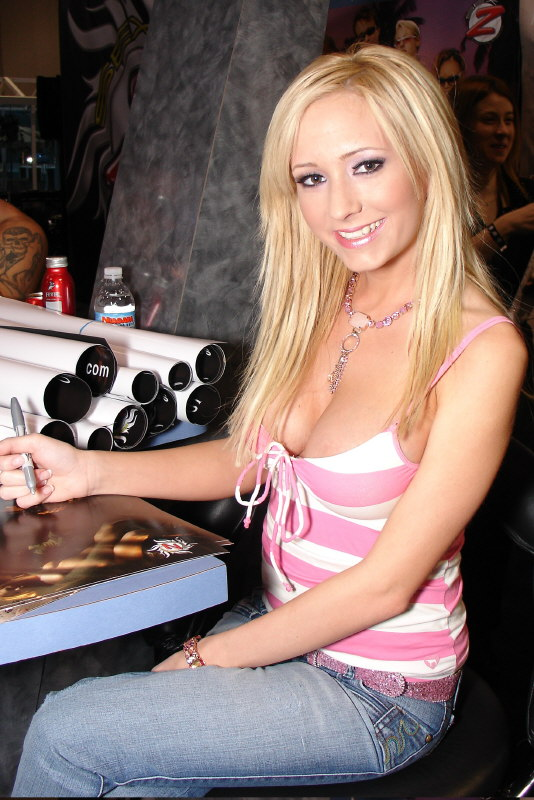
Scott durante un acto promocional.

En 2006 Hilary debutó como directora de películas para adultos con Anal Princess Diaries 2 del estudio Elegant Angel en la que también participa como actriz. En la portada de la película aparece Scott posando con una corona en la cabeza que prioriza su papel en la película, pero los críticos ven en ello su ambición de establecerse como la nueva Reina del Porno Anal de la industria estadounidense. Conocido en ese momento sobre todo por su papel como la nueva Britney Rears, Hilary Scott tiene varios proyectos nuevos con los que ganar popularidad para convertirse en la princesa del anal. En la contraportada de Anal Princess Diaries 2 se puede leer: "el éxito de los premios XRCO 2006 con la super estrella Hillary Scott que vuelve a convertirse en Reina Anal". Hillary participó en cinco escenas de la película.
Aún en 2006, Hillary grabó una escena con el polémico actor y director Max Hardcore para el vídeo Universal Max 6, con lluvia dorada incluso. El 15 de mayo de 2006 fue la primera invitada en el programa Inside the Porn Actors Studio, de la Sirius Satellite Radio. Presentado por el colaborador del Howard Stern Show, Richard Christy, el programa era una parodia de Inside the Actors Studio, con Christy haciendo el papel de James Lipton. Un año más tarde, en 2007, Hillary reemplazó a Jessica Sweet en su papel de "Britney Rears" en la película Britney Rears 3: Britney Gets Shafted, la cual ganó el premio XRCO a la "Mejor Parodia".
La película Corruption le sirvió a Hillary para firmar su mejor año, 2007, tras ganar los premios AVN y XRCO a la Mejor Actriz. El director de esta producción fue Eli Cruz y participaron actores porno como Kelly Wells, Alan Evans o Sandra Romain. La película muestra el ascenso y la caída de un demagogo y las intenciones de un senador. Hillary Scott hace el papel de Natasha -la amante del corrupto político. El filme muestra la lucha entre Natasha, joven e ingenua esclava sexual del senador; y su esposa Caroline, que tiene un papel importante en su carrera política. En Corruption se puede ver mucho sexo, asesinatos, codicia, fraude, sed de poder, perversión, y, por supuesto, corrupción. Hilary está involucrada en casi todas las escenas, haciendo su habitual sexo anal, doble penetración y felaciones.
Scott anunció en el programa de radio de Howard Stern, el 23 de abril de 2007, que firmaba —lo que ella denominó— el mayor contrato en la historia del porno, 1 millón de dólares por año. El contrato lo firmó con SexZ Pictures. Sin embargo, dos años después Hillary Scott y SexZ Pictures acordaron rescindir el contrato que les unía y a partir de 2009 la actriz pasó a ser representada por LA Direct Models.
Scott apareció en The Jerry Springer Show, en un episodio titulado "A Porn Star Broke Us Up", que fue emitido el 1 de febrero de 2010.

## Premios

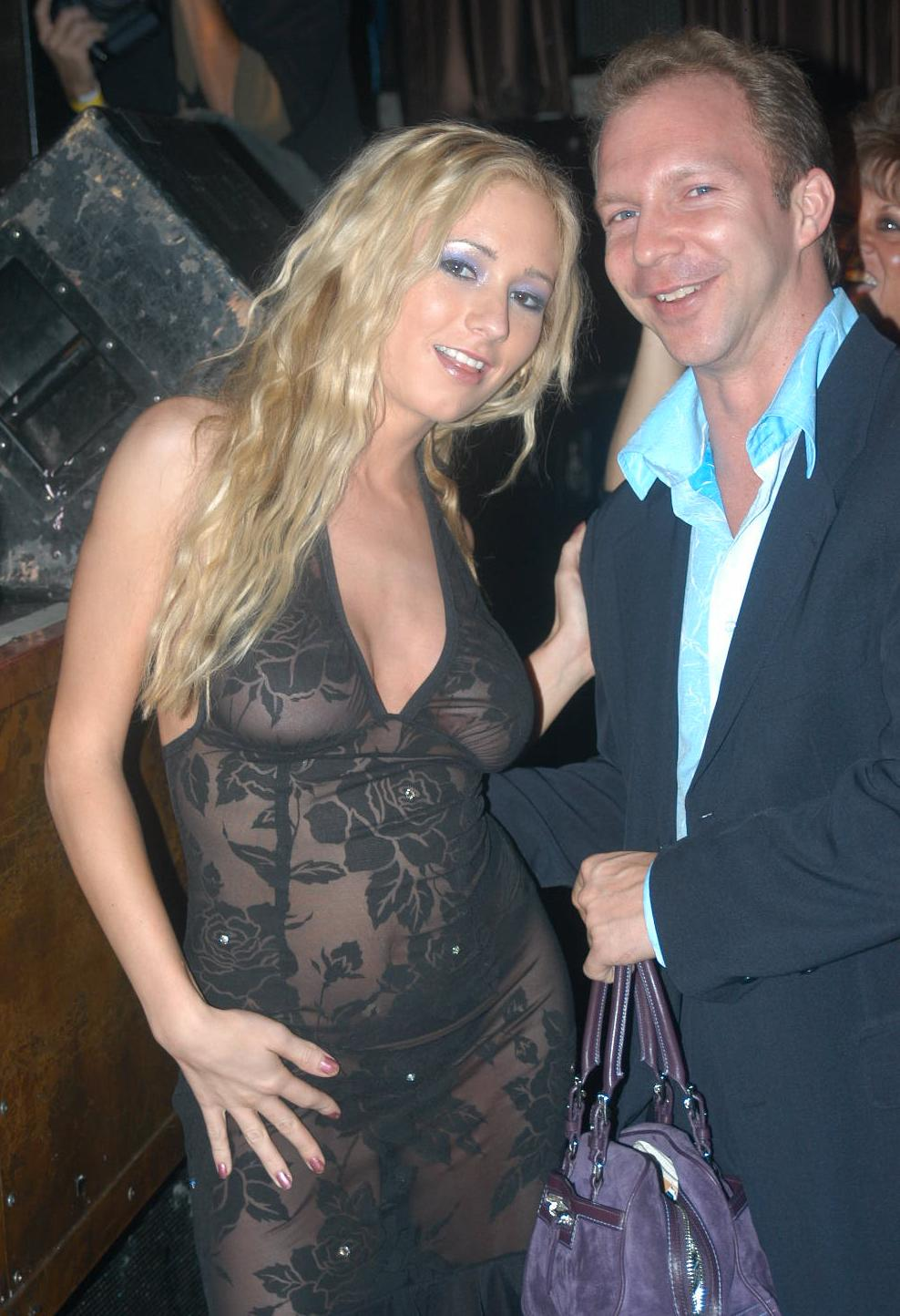
Hillary Scott durante los XBiz Awards 2007.

- 2005 CAVR Award a la Estrella joven del año
- 2006 Premio AVN a la Mejor escena de sexo oral - Dark Side (con Alicia Alighatti y Randy Spears)[21]
- 2006 AVN Award a la mejor escena de sexo en grupo – Dark Side (con Alicia Alighatti, Penny Flame, Dillan Lauren, Randy Spears & John West)[21]
- 2006 XRCO Award a la mejor nueva estrella joven
- 2006 XRCO Award por mejor sexo oral
- 2006 CAVR Award a la estrella del año
- 2007 AVN Award a la mejor actuación femenina del año[22]
- 2007 AVN Award a la mejor actriz (Video) – Corruption[22]
- 2007 XRCO Award por mejor orgasmo anal[23]
- 2007 XRCO Award por mejor sexo oral[23]
- 2007 XRCO Award a la Superslut (en español: superputa)[23]
- 2007 XRCO Award a la mejor actriz – Corruption[23]
- 2008 AVN Award a la mejor actriz de reparto (Video) – Upload[24]
- 2008 F.A.M.E. Awards – a la chica más sucia del porno[25]
- 2008 XRCO Award por mejor orgasmo anal[26]
- 2009 AVN Award por la mejor escena de sexo en grupo – Icon[27]